# Cecilia Metela (esposa de Léntulo Espínter)
Cecilia Metela (en latín, Caecilia Metella) fue una dama romana, considerada en ocasiones hija de Quinto Cecilio Metelo Céler con su mujer, la notoria Clodia.

## Vida
En 53 a. C., Metela se casó con Publio Cornelio Léntulo Espínter, hijo del cónsul homónimo. Poco después de la boda, empezó un romance con Publio Cornelio Dolabela, un hombre del espectro político opuesto. Espínter se divorció de ella en 45 a. C. en medio de un enorme escándalo. Marco Tulio Cicerón amargamente habla del asunto en sus escritos, porque en ese tiempo, su hija Tulia era la esposa de Dolabela.
Metela volvió a su familia en absoluta desgracia. Estaba todavía en la veintena y era muy hermosa, así que sus familiares no dudaron en utilizarla para conspiraciones políticas. Metela sedujo a varios amigos íntimos de Julio César, con el fin de limpiar el nombre familiar, después de la derrota de los optimates en las batallas de Farsalia y Munda. Entre sus amantes no políticos estaba el poeta Ticida, quien escribió sobre Metela, dándole el nombre poético de Perilla. Su último amante conocido fue un tal Esopo, miembro rico de los équites, que apoyó a los Cecilios Metelos durante varios años. Su fecha de muerte es desconocida.